# Koceljeva
Koceljeva (em cirílico: Коцељева) é uma vila da Sérvia localizada no município de Koceljeva, pertencente ao distrito de Mačva, na região de Tamnava. A sua população era de 4217 habitantes segundo o censo de 2011.

## Demografia
| 1948  | 1953  | 1961  | 1971  | 1981  | 1991  | 2002  | 2011  |
| ----- | ----- | ----- | ----- | ----- | ----- | ----- | ----- |
| 1 876 | 2 010 | 2 377 | 2 949 | 3 561 | 4 202 | 4 645 | 4 217 |